# 六〇豪雪
六〇豪雪（ろくゼロごうせつ）または昭和60年豪雪（しょうわ60ねんごうせつ）とは、1984年（昭和59年）から1985年（昭和60年）にかけての冬に、北陸地方を中心に発生した大雪である。この冬の豪雪により48人が死亡し、159人が重傷、214人が軽傷を負ったほか、16自治体が災害救助法の適用対象となった。この冬は、多くの積雪があった地点が限られ、大半の地点では平年並みであったため、局地的豪雪年であったと言える。

## 1984年12月
1984年12月は、前半は温暖であり、12日には東京で最低気温が11.1℃までしか下がらず、平年より7.5℃高くなった。同日は北関東で最高気温が平年より10℃以上高くなった。20日に発表された気象庁の3か月予報でも、1・2月共に暖冬傾向になると予報されていた。しかし、その後中国東北部にあった寒気団が日本海方面へ南下したため、22日にこの冬として初めて大雪に関する情報が発表された。24日には北海道稚内市の上空500ヘクトパスカルの地点で-53.8℃を観測し、この地点として観測史上最低の気温となった。同日9時までの24時間には、青森県深浦町で54センチメートル、新潟県上越市で53センチメートルの降雪量を記録した。翌25日朝には沖縄県を除く日本のほぼ全域で冬日を観測し、北海道などの一部地点では積雪が1メートルを超えた。この日は新潟市で最高気温が-0.4℃までしか上がらず、12月としては35年ぶりに真冬日となった。
また、25日午前4時40分ごろには信越本線（現・えちごトキめき鉄道妙高はねうまライン）の二本木駅と関山駅の間で貨物列車が立ち往生し、この影響により急行能登が高田駅で運転を見合わせた。出雲号は7時間以上、東海道・山陽新幹線は最大で30分遅延した他、名神高速道路の一部区間が通行止めになった。翌26日も大雪は続き、寝台特急北陸が小出駅で運転を見合わせるなどの影響が出た。この日の9時段階で、新潟県十日町市では積雪が153センチメートルに達していた。この大雪は帰省ラッシュをも巻き込むこととなり、初日の28日には特急白山が長野駅で運転を見合わせるなどの影響が出た。そのほかの路線も大幅にダイヤが乱れていたため、首都圏に引き返さざるを得ない人もいた。同日発の夜行列車は、日本海を始め13本が運休となった。これに合わせ日本国有鉄道は臨時列車を運行し、雪害対策本部を設置した。また、立ち往生する列車も相次ぎ、雷鳥14号は信越本線米山駅で、とがくし1号は高田駅で、それぞれ13時間以上立ち往生し、乗客は車内で夜を明かすこととなった。この日は北陸地方を中心とした雪が再び強まっており、15時の段階で上越市の積雪は184センチメートルで12月として観測史上3位、青森市では117センチメートルと同じく12月として観測史上3位となり、夕方には大雪情報が出ていた。翌29日発の夜行列車も17本が運休となった。ただ、上越新幹線や東北新幹線は大枚はたいて豪雪対策を行っていたため平常運転を続けた。このため、30日の上越新幹線の下り一番列車の乗車率は260パーセントに達した。
同日、上越市の積雪は224センチメートルに、青森市の積雪は128センチメートルに達し、どちらも12月としては観測史上2位の記録となった。26日から30日の5日間で、新潟県内の豪雪の影響による死者は12人、行方不明者は1人、重軽傷者は31人に達した。特に、高齢者が1人で行う作業による事故が後を絶たず、スノーダンプに引っ張られて転落する事故も多発した。このため、長岡市は除雪活動時には事故に注意するよう、広告で呼びかけた。この月の北陸地方の降雪量は、12月としては観測史上1位で1991年から2020年の平年値の5.57倍、12月下旬に限れば1991年から2020年の平年値の14.12倍に達した。また、12月下旬は北陸地方の平均気温も観測史上最も低く、1991年から2020年の平年値より3.9℃低かった。

## 1985年1月
年が明けた1985年1月7日からは秋田県で大雪となり、寝台特急あけぼのが羽後境駅で運転を見合わせるなど、奥羽本線などで影響が出た。13日午後からは新潟県で吹雪となり、14日14時ごろには、西頸城郡能生町（現・糸魚川市）にある丸産の工場で約130センチメートル積もった雪の重みで屋根が崩落し、8人が負傷する事故が起こった。29日夜からは再び日本海側各地で大雪となり、翌30日には上越市で298センチメートル（戦後では当時観測史上1位）、富山市で137センチメートルの積雪を観測した。この日は9時の時点でも九州以北の地点のほとんどが氷点下の気温となるなど冷え込んでおり、9時の時点で降り始めからの降雪量が上越市で77センチメートルに達していたほか、大阪市などでもこの冬初めて積雪を観測した。また、信越本線で4本の列車が運休し、東海道・山陽新幹線が速度制限の影響で遅延した。翌31日には青森市で142センチメートルの積雪を観測した。交通の乱れはこの日も続いた。一方で、太平洋側では1月は降水量が非常に少なく、水不足となった。

## 1985年2月
2月に入ると冬型の気圧配置は長続きしなくなり、太平洋側でも降水が見られるようになったため、水不足は解消に向かった。10日には北海道函館市で91センチメートルの積雪が観測され、観測史上1位タイの記録となった。16日には西頸城郡青海町（現・糸魚川市）で積雪が融け地盤が緩んだことが原因で土砂崩れが発生し、10人が死亡した。19日午後からは関東地方でも降雪があり、21時には前橋市で10センチメートルの積雪が観測された。この雪により、中央本線の特急あずさが甲府駅で10時間半にわたり立ち往生した。この月の太平洋側の降水量は平年の2倍から3倍に達した。